# Matilda Howell
Pour les articles homonymes, voir Howell.
Matilda "Lida" Scott Howell, née le 28 août 1859 à Lebanon et morte le 20 décembre 1938 à Norwood, est une archère américaine.

## Palmarès
- Jeux olympiques
  -  Médaille d'or en Double Columbia Round aux Jeux olympiques de 1904 à Saint-Louis.
  -  Médaille d'or en Double National Round aux Jeux olympiques de 1904 à Saint-Louis.
  -  Médaille d'or dans l'épreuve par équipes aux Jeux olympiques de 1904 à Saint-Louis.